# Magnolia laevifolia
Magnolia laevifolia là một loài thực vật có hoa trong họ Magnoliaceae. Loài này được (Y.W.Law & Y.F.Wu) Noot. mô tả khoa học đầu tiên năm 2007.